# Puma (género)
Puma é um género da família Felidae que agrupa duas espécies de felinos, a suçuarana ou puma (Puma concolor) e o jaguarundi (Puma yagouaroundi). Pode também incluir vários representantes fósseis mal conhecidos do Velho Mundo (como Puma pardoides, ou "pantera de Owen", um grande felino semelhante ao puma que vivia na Eurásia durante o Pleistoceno).

## Evolução
O ancestral comum dos atuais géneros Leopardus, Lynx, Puma, Prionailurus, e Felis migrou para a América pelo estreito de Bering há entre 8 e 8,5 milhões de anos. As cinco linhagens divergiram posteriormente na ordem citada. Os estudos mostraram que o puma e o jaguarundi são mais próximos entre si que do guepardo moderno, mas a sua linhagem exata permanece ainda por resolver. A linhagem do puma divergiu há 6,7 milhões de anos dando origem aos ancestrais do guepardo, puma e jaguarundi.
Há dois ou três milhões de anos, durante o Grande Intercâmbio Americano, os felinos da América do Norte (e entre eles, os ancestrais do puma e do jaguarundi) invadiram a América do Sul a seguir à formação do istmo do Panamá.

## Espécies e subespécies
O género Puma inclui duas espécies, cada uma com várias subespécies:
Puma concolor - puma
- Puma concolor concolor
- Puma concolor anthonyi
- Puma concolor cabrerae
- Puma concolor costaricensis
- Puma concolor couguar
- Puma concolor puma

Puma yagouaroundi - jaguarundi
- Puma yagouaroundi yagouaroundi
- Puma yagouaroundi ameghinoi
- Puma yagouaroundi cacomitli
- Puma yagouaroundi eyra
- Puma yagouaroundi fossata
- Puma yagouaroundi melantho
- Puma yagouaroundi panamensis
- Puma yagouaroundi tolteca